# پان جیانوی
پان جیانوی (انگلیسی: Pan Jianwei؛ زادهٔ ۱۱ مارس ۱۹۷۰) مدیر دانشگاه و فیزیک‌دان کوانتومی چینی است. او در دانشگاه علم و فناوری چین پروفسور فیزیک و مدیر دانشگاه است. پان برای کارهایش در درهم‌تنیدگی کوانتومی، اطلاعات کوانتومی و رایانش کوانتومی شناخته شده است. او عضو آکادمی علوم چین و آکادمی جهانی علوم و معاون اجرایی رئیس دانشگاه علم و فناوری چین است. او همچنین یکی از نایب رئیسان انجمن جیوسان است.